# Héctor Baley
Héctor Baley (16 de novembre de 1950) és un exfutbolista argentí.

## Selecció de l'Argentina
Va formar part de l'equip argentí a la Copa del Món de 1978.